# 永宁镇 (铜鼓县)
永宁镇，是中华人民共和国江西省宜春市铜鼓县下辖的一个乡镇级行政单位。

## 行政区划
永宁镇下辖以下地区：
城南社区、定江社区、城北社区、花园社区、丰润社区、怀远社区、顺化村、小水村、丰田村、西湖村、钓鱼村、坪田村、上源村、兴源村、江头村、八亩村和县城郊林场生活区。